# El árbol azul
El árbol azul é uma telenovela argentina produzida pela Pol-ka Producciones e exibida pelo Canal 13 entre 11 de fevereiro de 1991 e 1992.
Foi exibida no Brasil pela Rede OM entre 30 de março a 8 de maio de 1992 em 32 capítulos. Foi cancelada devido a baixa audiência. 

## Sinopse
Um grupo de crianças de classe média de várias raças e religiões se entrelaçam suas vidas através de experiências na escola e no bairro em que vivem. Uma comédia em que os problemas surgem filhos e família através de histórias cheias de ternura. O mistério de uma árvore mágica meninos azuis mobilizar uma escola do bairro, que não vai escapar de problemas econômicos, amizade, amor e família, muitos dos quais podem ser resolvidos através dos esforços de todos.

## Elenco
- Guido Kaczka como Daniel "Danny" Figueroa.
- Belén Blanco como Luciana Fernandez
- Paula D'Amico como Valeria Cardone.
- Facundo Espinosa como Federico "Fede".
- Eugenia Talice como Mariana.
- Mauro Martín como Miguel.
- Carlos Pedevilla como Francisco "Pancho" Fernández.
- Desiree Nagüel como María.
- Guillermo Santa Cruz como Guille.
- Paula Montel como Flor.
- Maximiliano Greco como Rafael.
- Matías Puelles como José.
- Natalia Perez como Verónica.
- Diego Bozzolo como Matías.
- Elvira Vicario como ?
- Horacio Dener como Don Juan.
- Andrés Vicente como Andrés Fernández.
- Morena Druchas como Morena Figueroa.
- Noelia Alegna como Ani.
- Pablo Albino como Tony.
- Martín Galigniana como Jorge.
- Victoria Onetto como Señorita Angélica.
- Monica Gonzaga como Mónica de Cardone.
- Antonio Caride como Roberto Cardone.
- Marzenka Novak como Carmen.
- Ana María Caso como Delia de Figueroa.
- Raquel Albeniz como Teresa.
- Carlos Muñoz como Don Sebastián.
- Dora Baret como Teresa Visconti.
- Roberto Antier como Daniel Ferrero.
- Gustavo Bermúdez como Franco Ferrero.
- Andrea Del Boca como Celeste Verardi.
- Michelle Diehl - Michelle Gutiérrez.
- Sandra Dipp como Laura.
- Cristina Fernández como Mathilda.
- Roberto Fiore como Domenico Colacci.
- Mónica Galán como Antonia.
- Adela Gleijer como Aída Ferrero.
- Roberto Gonzalo como Ramón Tacone.
- Diego Greco como Tomás.
- Estela Kiesling como Magdalena.
- Carlos Larrache como Fernando Gutiérrez.
- Anahí Martella como Esther Tacone.
- Germán Palacios como Enzo Ferrero.
- Josefina Ríos como ?
- Abel Sáenz Buhr como Manuel.
- Susana Sisto como ?
- Juan Carlos Ucello como ?
- Beatriz Vives como Andrea

## Trilha sonora
A maior parte das músicas que compõem a trilha sonora da novela é composta por versões em espanhol de músicas infantis brasileiras, como destacado a seguir.
- Créditos adaptados do encarte do CD da novela El árbol azul.[1]

- Todas as músicas compostas por Michael Sullivan e Paulo Massadas

| N.º | Título                                                                                          | Adaptação         | Duração |  |
| 1.  | "El milagro de la vida (O milagre da vida)" (cantada por Xuxa)                                  | Graciela Carballo | 5:05    |  |
| 2.  | "Sueño de amor (Sonho de amor)" (cantada por Patricia Marx)                                     | Hector Ayala      | 4:51    |  |
| 3.  | "Un día aprenderé (Certo ou errado)" (cantada por Natalia Perez)                                | Hector Ayala      | 4:35    |  |
| 4.  | "Bichito amigo (Amigo peludo)" (cantada por Morena Druchas)                                     | Hector Ayala      | 4:19    |  |
| 5.  | "Es de chocolate (É de chocolate)" (cantada por Desirre Naguel)                                 | Hector Ayala      | 3:53    |  |
| 6.  | "Conquistadores del futuro (Conquistadores do futuro)" (cantada por Paquitos)                   | Hector Ayala      | 4:00    |  |
| 7.  | "Uno, dos, tres (Uni, duni, tê)" (cantada por Carrusel Magico)                                  | Karen Guindi      | 4:22    |  |
| 8.  | "Sueño de verano (Sonho de verão)" (cantada por Paquitas)                                       | Hector Ayala      | 3:36    |  |
| 9.  | "Tu forma de ser (Te cuida meu bem)" (cantada por Patricia Marx)                                | Hector Ayala      | 4:02    |  |
| 10. | "Principe encantado (Príncipe encantado" (cantada por Mauro Martin)                             | Hector Ayala      | 3:26    |  |
| 11. | "Mi pequeño amigo (Meu pequeno Tommy)" (cantada por Amanda Acosta, do Trem da Alegria)          | Hector Ayala      | 3:43    |  |
| 12. | "Carrusel de la esperanza (Carrossel da esperança)" (cantada por Carrusel Mágico e Pimpinela)   | Karen Guindi      | 3:20    |  |
| 13. | "La muñeca y el soldadito (A boneca e o soldadinho)" (cantada por Natalia Perez e Mauro Martin) | Hector Ayala      | 3:25    |  |
| 14. | "Flaps (instrumental)" (Victor Chicre)                                                          |                   | 4:38    |  |
| 15. | "El árbol azul (Pássaro azul)" (cantada por Natalia Perez)                                      | Hector Ayala      | 3:38    |  |